# Nanette Fabray

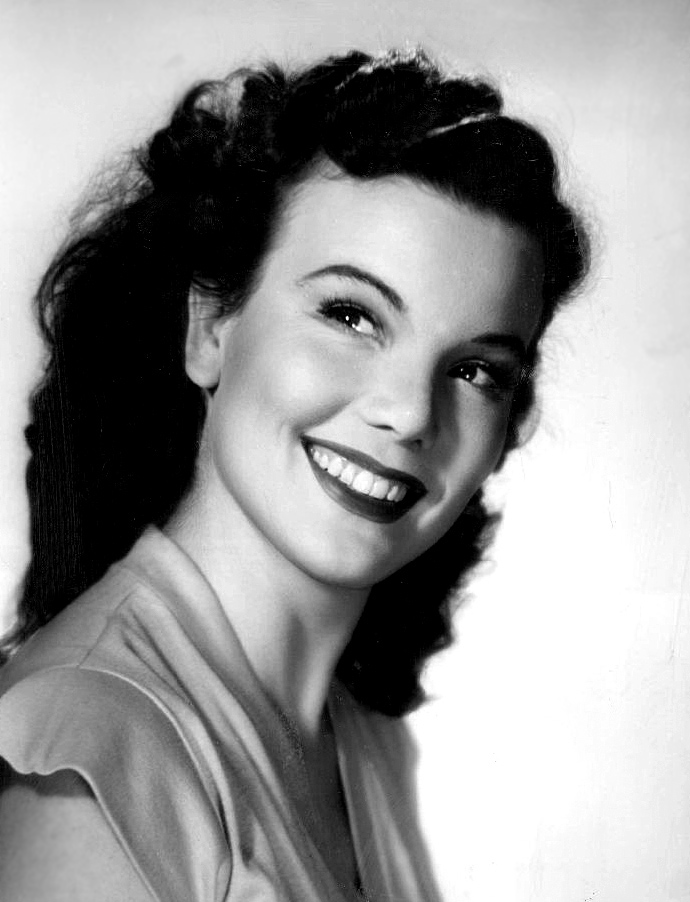
Nanette Fabray (1950)

Nanette Fabray (* 27. Oktober 1920 als Nanette Ruby Bernadette Fabares in San Diego, Kalifornien; † 22. Februar 2018 in Palos Verdes Estates, Kalifornien) war eine US-amerikanische Schauspielerin, Tänzerin und Sängerin.

## Leben und Karriere
Nanette Fabray wurde 1920 in San Diego geboren. Sie war bereits im Kindesalter regelmäßig in Vaudeville-Shows zu sehen und trat gemeinsam mit renommierten Künstlern wie Ben Turpin und Bill Robinson auf. Ebenfalls war sie im Radio zu hören und wirkte ab 1925 an einigen Kurzfilmen mit. Sie studierte an Max Reinhardts Theaterschule in Los Angeles und besuchte zusammen mit anderen Kinderschauspielern die Hollywood High School, an der sie 1939 ihren Abschluss machte. Im selben Jahr hatte sie ihren ersten Auftritt in einem Hollywood-Film in der Rolle einer Hofdame im Filmdrama Günstling einer Königin an der Seite von Bette Davis, Errol Flynn und Olivia de Havilland.  
Nach zwei weiteren Filmen im selben Jahr wandte sich Fabray jedoch in den 1940er-Jahren zunächst dem Theater zu, wo sie unter anderem im Erfolgsstück Meet the People mitwirkte. Als Sängerin arbeitete sie unter anderem mit Erich Wolfgang Korngold zusammen und sang mehrere seiner Liedkompositionen ein. Während ihres Studiums an der New Yorker Juilliard School trat sie in ihrem ersten Broadway-Stück auf, dem Musical Let’s Face It! mit Danny Kaye und Eve Arden. Es folgten weitere Broadway-Musicals wie By Jupiter (1942), Jackpot (1944) und High Button Shoes (1947), die Fabray zu einem Broadway-Star machten. Für ihre Hauptrolle in Kurt Weills Musical Love Life wurde Fabray 1949 mit dem Tony Award ausgezeichnet.
1953 spielte Fabray ihre bekannteste Filmrolle als Lily Marton in Vincente Minnellis Filmmusical Vorhang auf! mit Fred Astaire. In diesem Film sang sie gemeinsam mit den anderen Hauptdarstellern auch das Lied That’s Entertainment, das auf Platz 45 der 100 größten Filmhits vom American Film Institute gewählt wurde. Während ihre Filmauftritte danach auch weiterhin rar blieben, wandte sie sich hauptsächlich dem aufkommenden Fernsehen zu. Sie absolvierte Gastauftritte in zahlreichen Shows. Für ihren Auftritt als Partnerin von Sid Caesar in der Fernsehserie Caesar’s Hour gewann sie drei Emmy Awards, darunter in der Kategorie Beste Komödiantin. 
Ihr Markenzeichen waren vor allem energische und schlagfertige Frauen. Als Gast trat sie auch in vielen Quizshows sowie in den Fernsehsendungen von Dinah Shore, Andy Williams, Bob Hope, Dean Martin und Carol Burnett auf. Trotz ihrer Fernsehkarriere blieb sie dem Theater verbunden, unter anderem hatte sie Auftritte in den Broadway-Komödien Mr. President (1962–1963; die letzte Show von Irving Berlin) und No Hard Feelings (1973). Nach ihrer Rolle als Großmutter in der Fernsehserie One Day at a Time zwischen 1979 und 1984 zog sie sich zunehmend aus dem Showgeschäft zurück. 1994 stand sie letztmals als Schauspielerin vor der Kamera.
Fabray musste seit den 1950er-Jahren wegen starker Hörprobleme ein Hörgerät tragen; seit dieser Zeit engagierte sie sich stark für Verbesserungen in diesem Bereich ein. In zweiter Ehe war sie von 1957 bis zu seinem Tod 1973 mit dem Filmemacher Ranald MacDougall verheiratet; sie bekamen ein Kind. Fabray starb im Februar 2018 im Alter von 97 Jahren.

## Auszeichnungen
Im Laufe ihrer Karriere erhielt Fabray zahlreiche Auszeichnungen: Für Love Life gewann sie 1949 den Tony Award als Beste Hauptdarstellerin in einem Musical. Bei der Primetime-Emmy-Verleihung 1956 erhielt sie zwei der begehrten Fernsehpreise, bei der Primetime-Emmy-Verleihung 1957 im folgenden Jahr holte sie noch einen dritten Emmy. 1960 wurde sie von Journalisten mit dem Golden Apple Award ausgezeichnet, 1986 erhielt sie von der Schauspielgewerkschaft einen Screen Actors Guild Life Achievement Award. Für ihre Fernseharbeit wurde Nanette Fabray mit einem Stern auf dem Hollywood Walk of Fame geehrt.

## Filmografie (Auswahl)
- 1925: Baby Be Good (Kurzfilm)
- 1928: Fowl Play (Kurzfilm)
- 1939: Günstling einer Königin (The Private Lives of Elizabeth and Essex)
- 1939: A Child Is Born
- 1953: Vorhang auf! (The Band Wagon)
- 1954–1956: Caesar’s Hour (Fernsehserie, Hauptrolle)
- 1959: Am Fuß der blauen Berge (Laramie, Fernsehserie, Folge 1x02)
- 1961: Westinghouse Playhouse (Fernsehserie, 29 Folgen)
- 1964: Amos Burke (Burke’s Law, Fernsehserie, 2 Folgen)
- 1966: Alice hinter den Spiegeln (Alice Through the Looking Glass, Fernsehfilm)
- 1969: Happy End für eine Ehe (The Happy Ending)
- 1970: Eine Frau für Charley (Cockeyed Cowboys of Calico County)
- 1970: George M! (Fernsehfilm)
- 1970–1973: Wo die Liebe hinfällt (Love, American Style, Fernsehserie, 4 Folgen)
- 1972: Oh Mary (The Mary Tyler Moore Show, Fernsehserie, 2 Folgen)
- 1974: Lucille Ball: Fröhliche Silberhochzeit (Happy Anniversary and Goodbye, Fernsehfilm)
- 1977: Maude (Fernsehserie, Folge 5x18)
- 1978: Die Rache der blonden Hexe (Harper Valley PTA)
- 1978–1981: Love Boat (The Love Boat, Fernsehserie, 3 Folgen)
- 1979: Weihnachtsmänner haben’s schwer (The Man in the Santa Claus Suit, Fernsehfilm)
- 1979–1984: One Day at a Time (Fernsehserie, 40 Folgen)
- 1981: Amy, die Stunde der Wahrheit (Amy)
- 1983, 1986: Hotel (Fernsehserie, 2 Folgen)
- 1990–1994: Mit Herz und Scherz (Coach, Fernsehserie, 3 Folgen)
- 1991: Mord ist ihr Hobby (Murder, She Wrote, Fernsehserie, Folge 7x16)
- 1993: Golden Palace (The Golden Palace, Fernsehserie, Folge 1x13)
- 1994: Mystery Model (Teresa’s Tattoo)